# Skraverup
Skraverup er en lille kystby på Sydsjælland med 238 indbyggere  (2024). Skraverup er beliggende i Fodby Sogn fem kilometer vest for Næstved og fire kilometer nord for Karrebæksminde. Byen tilhører Næstved Kommune og er beliggende i Region Sjælland.